# Arie Cornelis Provily
Arie Cornelis Provily (Oostzaan, 6 november 1868- Purmerend, 20 februari 1939) was een Nederlands organist en (koor-)dirigent.
Hij was zoon van Cornelis Provily en Maria Heijn. Hijzelf was getrouwd met Alida Anna Paardekoper. Zoon Jan Provily was burgemeester van Krommenie van 1947 tot 1965.
Hij kreeg zijn eerste opleiding van zijn vader en daarna van de volgende docenten:
- Jan Pieter Groot in Purmerend gaf hem les op piano, orgel en blaasinstrumenten en in muziektheorie
- Jacob Hooft in Zaandam gaf hem les op piano, orgel en in harmonieleer
- Louis Sterk in Amsterdam gaf hem les op viool en in harmonieleer, instrumentatie en contrapunt.

Provily werd al op jonge leeftijd (15 jaar) organist in Oostzaan en op 27-jarige leeftijd organist van de hervormde kerk van Krommenie. In zijn Oostzaanperiode richtte hij in 1889 een fanfarekorps op als ook een gelijk corps te Landsmeer in 1891. Een van de bekendste koren waarvoor hij stond was "Zangvereniging Joh. J. Verhulst" (vanaf 1893 tot 1917), dat in 1917 vijftig jaar bestond en waar hij in dat jaar tot erelid werd benoemd. Hij gaf ook leiding aan andere koren in de Zaanstreek, waaronder "Aurora" in Wormerveer, "Excelsior" in Zaandam en "Purmerender mannenkoor" in Purmerend. Hij was tevens betrokken bij de muziekschool in Assendelft en dirigeerde orkesten in Oostzaan en Krommenie. Provoly was wisselend burger van Purmerend en Krommenie.